# Rudolf Knörlein

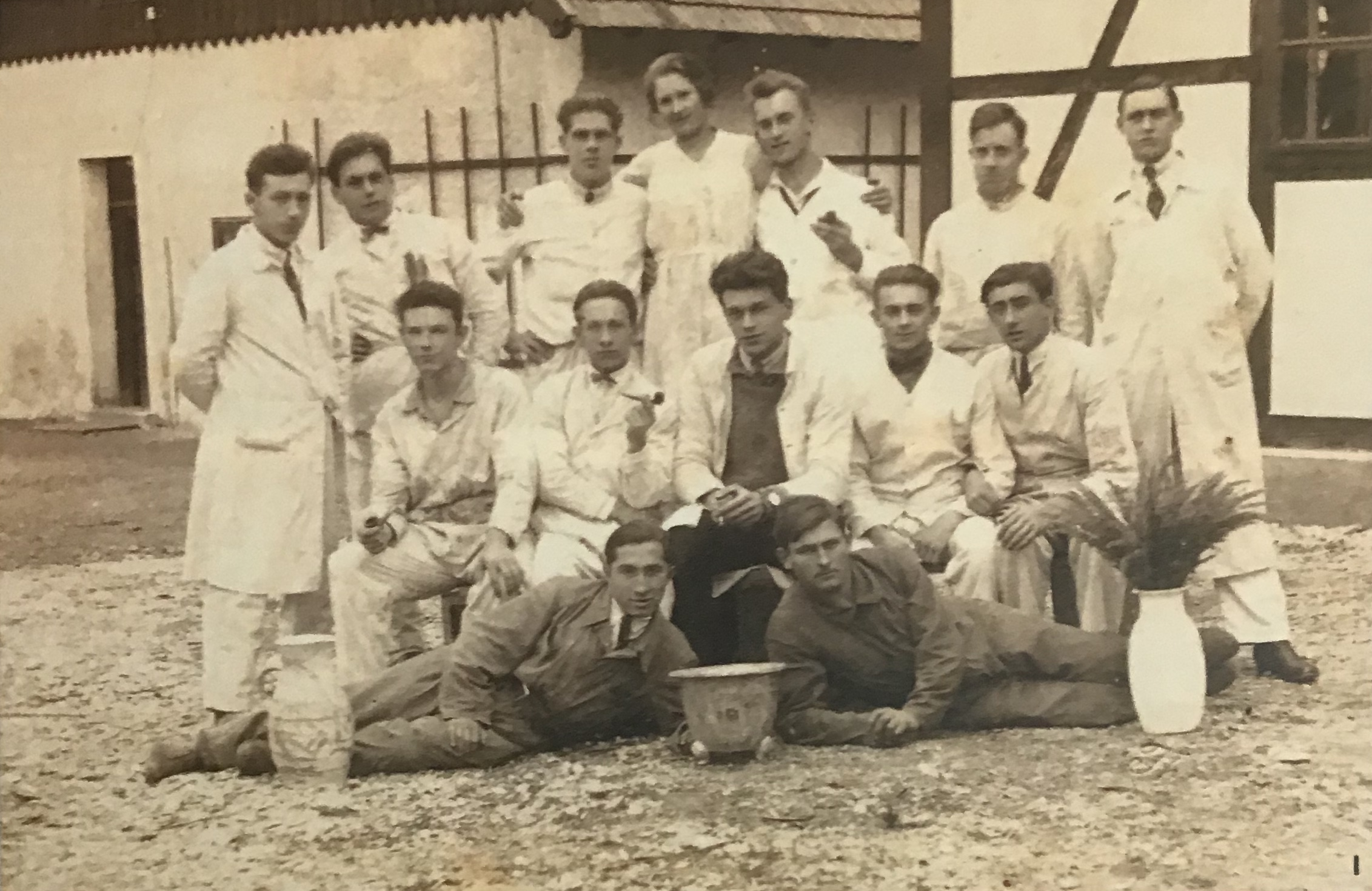
Rudolf Knörlein (zentral) mit Belegschaft der Tonindustrie Scheibbs

Rudolf Knörlein (* 23. September 1902 in Wien; † 7. März 1988 in Alt Duvenstedt) war ein österreichischer Keramiker, der sich besonders als Leiter der Gmundner Keramik und mit Arbeiten für die Tonindustrie Scheibbs, Wiener Werkstätte, Friedrich Goldscheider und Carstens einen Namen machte.

## Leben
Knörlein begann seine Ausbildung bei der Gmundner Keramik unter Schleiß, anschließend besuchte er die Wienerberger Werkstättenschule für Keramik bei Obsieger zur selben Zeit wie Elisabeth und Adelgunde Krippel. Von 1918 bis 1920 besuchte er die Wiener Kunstgewerbeschule unter Witzmann (1918/19) und Schufinsky (1919/20). Danach besuchte er für drei Jahre die Wiener Werkstätten-Schule unter Obsieger, von 1923 bis 1924 war er provisorischer Werkstättenleiter der Tonindustrie Scheibbs, drei Jahre bei Schleiß in Gmunden, ein Jahr Assistent der Ostdeutschen Werkstätten in Neisse (zeitgleich mit dem Bildhauer Otto Zirnbauer), und danach wieder in Wien die Kunstgewerbeschule in Wien von 1927 bis 1929 unter Steinhof (1927/28) und Obsieger (1928/29). Außerdem studierte er an der Akademie der Bildenden Künste in Wien.
Er fertigte zahlreiche Arbeiten für die Tonindustrie Scheibbs, Wiener Werkstätte, Friedrich Goldscheider und Carstens. Von 1937 bis 1939 war er Leiter der Gmundner Keramik und ab 1947 mit eigener Werkstatt in Deutschland.

## Werk
Wolfgang Born über Knörlein in Deutsche Kunst und Dekoration (1931/32):

„Er brachte natürliche Begabung mit und verfügte als Schüler Robert Obsiegers über eine gesunde, fachliche Vorbildung, die durch praktische Tätigkeit in verschiedenen gewerblichen Betrieben Österreichs und Deutschlands gestützt und erweitert worden war. Unverkennbar ist bei ihm der Trieb zum geschlossenen Umriss, zur ruhigen Rundung, zur Vereinfachung. Das Schmuckwerk wird mehr und mehr zurückgedrängt. Der Geschmack am Schnörkelhaften ist zwar noch lebendig, aber das freie Spiel solcher ornamentaler Gebilde ordnet sich der Natur unter, um höchstens als eine Art von Schlangenperücke medusenartig einen Kopf zu umkränzen. Es ist nicht schwer, aus dem verhaltenen Lächeln, das der Künstler seinen Schöpfungen gern mitgibt, auf die Art seiner Einstellung zum Modell zu Schließen. Haare, Augenbrauen, und andere betonte Einzelheiten sind farbig glasiert, das eine Mal grün, das andere Mal rot. Der weibliche Kopf mit den durchbrochenen Augen.“

## Ausstellungen
- Blume und Plastik, Ausstellung, Künstlerhaus Wien, Teilnahme mit Blumentöpfen und Keramiken. 1922
- Weihnachtsschau im Künstlerhaus, Keramiken (Ausführung Marcell Goldscheider). 1928
- Künstlerhausausstellung, keramischer Mädchenkopf. 1929
- Pariser Kunstgewerbeausstellung. 1937